# Juan Pablo Raponi
Juan Pablo Raponi (Álvarez, 7 maggio 1982) è un ex calciatore argentino, di ruolo  Centrocampista.

## Palmarès

### Club

#### Competizioni nazionali
- Campionato argentino: 1

River Plate: Clausura 2002